# Mercy Cherono
Mercy Cherono, vollständiger Name Mercy Cherono Koech (* 7. Mai 1991 in Kericho / Kericho County), ist eine kenianische Langstreckenläuferin. Ihre jüngere Schwester Caroline Chepkoech Kipkirui ist ebenfalls Langläuferin.
2007 wurde sie in Ostrava Jugendweltmeisterin im 3000-Meter-Lauf. Bei den Leichtathletik-Juniorenweltmeisterschaften 2008 in Bydgoszcz gewann sie über dieselbe Distanz ebenfalls den Titel. 2009 belegte sie im Juniorinnenrennen bei den Crosslauf-Weltmeisterschaften in Amman den zweiten Platz in der Einzel- und in der Mannschaftswertung. Im selben Jahr wurde sie in Bambous Junioren-Afrikameisterin über 3000 m und Zweite im 5000-Meter-Lauf.
Bei den Crosslauf-Weltmeisterschaften 2010 in Bydgoszcz gewann sie im Juniorinnenrennen den Titel in der Einzelwertung und führte die kenianische Mannschaft zum Sieg in der Nationenwertung. Im selben Jahr holte sie bei den Leichtathletik-Juniorenweltmeisterschaften in Moncton die Goldmedaille im 3000-Meter-Lauf und die Silbermedaille über 5000 Meter.
Bei den Crosslauf-Afrikameisterschaften 2011 in Kapstadt siegte Cherono im Frauenrennen. Im selben Jahr wurde sie bei den Weltmeisterschaften in Moskau Fünfte über 5000 m.
2013 wurde sie in Moskau mit einer Zeit von 14:51,22 min Vizeweltmeisterin über 5000 m. Bei den Commonwealth-Spielen 2014 im schottischen Glasgow gewann sie die 5000 m in 15:07,21 min.
2015 wurde sie über 5000 m Fünfte bei den Leichtathletik-Weltmeisterschaften in Peking.
Im Olympiastadion von Rom (Stadio Olimpico di Roma) lief Cherono am 2. Juni 2016 mit 14:33,95 min eine persönliche Bestzeit über 5000 Meter. Bei den Olympischen Spielen in Rio de Janeiro wurde sie über 5000 m Vierte in einer Zeit von 14:42,89 min.

## Persönliche Bestzeiten
| Disziplin       | Zeit         | Datum              | Ort                                                    |
| --------------- | ------------ | ------------------ | ------------------------------------------------------ |
| 1500 m          | 4:01,26 min  | 30. Mai 2015       | Hayward Field, Eugene, (USA)                           |
| Meile           | 4:22,67 min  | 11. September 2015 | Boudewijnstadion, Brüssel (Belgien)                    |
| 2000 m          | 5:35,65 min  | 4. September 2009  | Boudewijnstadion, Brüssel (Belgien)                    |
| 3000 m (Bahn)   | 8:21,14 min  | 9. Mai 2014        | Hamad Bin Suhaim, Doha (Qatar)                         |
| Zwei Meilen     | 9:11,49 min  | 24. August 2014    | Alexander Stadium, Birmingham (Vereinigtes Königreich) |
| 5000-Meter-Lauf | 14:33,95 min | 2. Juni 2016       | Stadio Olimpico, Rom (Italien)                         |